# Druk

Drapeau du Bhoutan avec le Druk

Un Druk est un dragon de la mythologie du Bhoutan et un symbole national du pays. Un druk apparaît sur le drapeau du Bhoutan, sur lequel il tient des bijoux représentant la richesse, ainsi que sur le blason du Bhoutan.
En dzongkha, le Bhoutan est appelé Druk Yul (« terre de Druk »), et les rois du Bhoutan sont appelés Druk Gyalpo (« rois dragon »).
L'hymne national du Bhoutan est Druk tsendhen (« Le Royaume du Druk »).